# ثلاثاء التعتيم
ثلاثاء التعتيم (بالإنجليزية: Blackout Tuesday)‏ مبادرة جماعية للاحتجاج على العنصرية ووحشية الشرطة. تم تنظيم الحدث في الأساس بواسطة نجوم الموسيقى السوداء أو الهيب هوب رداً على مقتل جورج فلويد، وأحمود أربري، وبرونا تايلور. تم تشجيع الشركات التي ساهمت في تعتيم يوم الثلاثاء على إيقاف أعمالهم وعدم إصدار موسيقى أو أي نوع من العمليات التجارية احترامًا لأرواح القتلى وحدادًا عليهم. بدأت بعض المتاجر تعتيمًا مبرمجًا إلكترونيًا لمدة 8 دقائق و 46 ثانية، وهو طول الوقت الذي ضغطت فيه ركبة ديريك تشوفين رقبة جورج فلويد قبل أن يقتل. حيث كانت تغلق وتفتح هذه المدة بشكل مقصود في رسالة ضمنية مفادها التضامن مع مقتل جورج فلويد.

## خلفية
انطلقت حملة تعتيم الثلاثاء من المبادرة الأصلية  التي أنشأتها بريانا أجييمانج وجميلة توماس من شركة أتلانتيك ريكوردز. وذكرت أجييمانغ وتوماس أن «هذه المظالم التي نواجهها في أمريكا لا تقتصر على مجتمعنا فقط. هذه مبادرة عالمية وستشمل جهودنا أعضاء من جميع أنحاء العالم». شاركت الشركات بطرق مختلفة، حيث طلبت الحملة من الأمريكيين السود عدم الشراء أو البيع في هذا اليوم لإظهار القوة والوحدة الاقتصادية. أعلنت سبوتيفاي أنها ستضيف لحظة صمت لمدة 8 دقائق و 46 ثانية لبعض ملفات البودكاست وقوائم التشغيل لهذا اليوم. قامت أبل ميوزك بالاستحواذ على تبويب تصفح وتبويب من أجلك وهي تبويبات داخل تطبيقهم على الهواتف المحمولة، وقامت باستبدال محتويات هذه التبويبات وعرض قناة راديو واحدة تقوم بالاحتفال بموسيقى السود. وعلى إنستغرام، انطلق المستخدمين في هاشتاج واحد لدعم الحملة بنشر صورة واحدة وهي صورة سوداء قاتمة.

## الإجراءات التي تم الترويج لها
اقترحت المنظمات التي تدعم تعتيم الثلاثاء أو «بلاكاوت الثلاثاء» أن اليوم قد يكون فرصة للنظر في العنصرية وتأثيرات العنصرية على المجتمع. اقترح آخرون أنها قد تكون فرصة لقضاء بعض الوقت من العمل للتركيز على مساعدة الآخرين. وفقًا للبيان الأصلي الصادر عن مؤسسي الحملة أيجي مانغ وجميلة توماس، «هذه ليست مجرد مبادرة على مدار الساعة. نحن وسنظل في هذه المعركة على المدى الطويل. سيتم الإعلان عن خطة عمل». لأن هذه ليست سوى المرحلة الأولى من حركة متعددة المراحل على المدى البعيد ضد العنصرية.

## قلق
أنتشرت دعوات قلق بسبب أستخدام الهاشتاج الرئيسي للحركة في نشر صور سوداء فقط، مما يعني أنه لا يمكن نشر أي معلومات عن التظاهرات حيث أن المتظاهرين يقومون باستخدام وسائل التواصل الاجتماعي لنشر التحديثات المهمة وشعر البعض أن الحملة قد تكون موجهة لحجب اتصال المتظاهرين وتوجيه الشباب لنشر صور فارغة لونها أسود للتشويش على الحركة الحقيقية في الشوارع.

## روابط خارجية
- موقع المنظمين #TheShowMustBePaused